# Buten
Buten je uhlovodík ze skupiny alkenů, který se skládá ze čtyř uhlíků a jedna z vazeb, jimiž jsou vázány, je dvojná vazba; tomu odpovídá sumární vzorec C4H8. Existují čtyři izomery butenu: but-1-en, cis-but-2-en, trans-but-2-en a 2-methylpropen (isobuten). Všechny čtyři izomery jsou za normálních podmínek bezbarvé plyny, snadno zkapalnitelné. Buten objevil Michael Faraday roku 1825.[zdroj?]
| but-1-en       | cis-but-2-en              |
| -------------- | ------------------------- |
| but-1-en       | cis-but-2-en              |
| trans-but-2-en | 2-methylpropen (isobuten) |
| trans-but-2-en | 2-methylpropen (isobuten) |